# Parc de l'Aurence II
Le parc de l'Aurence II est un espace vert de Limoges, situé de part et d'autre du ruisseau de l'Aurence, qui longe l'ouest de la ville. Il correspond à la partie aval du parc de l'Aurence, l'autre section étant appelée parc de l'Aurence I. Le parc de l'Aurence se divise précisément en deux sections non contiguës : le parc de l'Aurence I, dans sa partie nord amont, et le parc de l'Aurence II, en aval au sud.
Le parc de l'Aurence II borde les quartiers résidentiels périphériques de Corgnac et de la ZUP du Val de l'Aurence. Il est séparé du parc du Mas-Jambost et de la roseraie municipale par la route d'Angoulême (ex-route nationale 141). La partie du parc qui pénètre dans la ZUP est nommée parc du Talweg.